# Bog vojny
Bog vojny (Бог войны) è un film del 1929 diretto da Efim L'vovič Dzigan.